# 辛格爾頓 (密西西比州溫斯頓縣)
辛格爾頓（英語：Singleton）是位於美國密西西比州溫斯頓縣的鬼鎮。

## 歷史
辛格爾頓的郵局於1854年設立，其後於1914年停運。當地於1900年時共有人口75人。

## 地理
辛格爾頓所處的海拔為高於海平面89米（即292英呎），而該地所採用的時區為UTC-6，即北美中部時區（CST）。同時該地設有夏令時間，為UTC-6調快一小時，即UTC-5（CDT）。